# Frederick Eaton

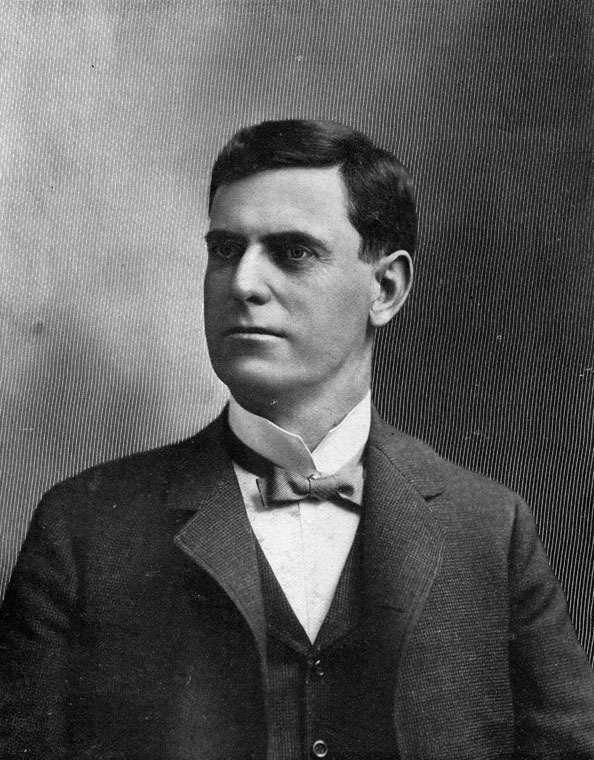
Frederick Eaton

Frederick S. Eaton (* 23. September 1856 in Los Angeles, Kalifornien; † 11. März 1934 ebenda) war ein US-amerikanischer Politiker. Zwischen 1898 und 1900 war er Bürgermeister der Stadt Los Angeles.

## Werdegang
Frederick Eaton besuchte für kurze Zeit das Santa Clara College und wurde zum Ingenieur ausgebildet. Anschließend arbeitete er für die Los Angeles City Water Company, die für die Wasserversorgung der Stadt zuständig war. Bereits im Jahr 1875, im Alter von 19 Jahren, leitete er diese Firma als Superintendent. Danach arbeitete er als Ingenieur für die Stadtverwaltung, wo er ein Abwassersystem entwarf und für die Gründung vieler städtischer Parks verantwortlich war. Zwischenzeitlich arbeitete er auch als privater Ingenieur. Er war am Ausbau des Eisenbahnnetzes und an einer generellen Verbesserung der Wasserversorgung im südlichen Kalifornien beteiligt.
Politisch schloss sich Eaton der Republikanischen Partei an. Im Jahr 1898 wurde er zum Bürgermeister der Stadt Los Angeles gewählt. Dieses Amt bekleidete er zwischen dem 15. Dezember 1898 und dem 12. Dezember 1900. Im Wahlkampf hatte er den demokratischen Amtsinhaber Meredith P. Snyder geschlagen, der im Jahr 1900 auch sein Nachfolger werden sollte. Los Angeles hatte damals mehr als 100.000 Einwohner. Etwa 200 Autos waren bereits zugelassen. Die Ölindustrie in der Umgebung nahm einen Aufschwung und die Börse von Los Angeles wurde gegründet.
Wofür Eaton wirklich bekannt wurde, war sein Einsatz für die Verbesserung der Wasserversorgung der Stadt durch das Anschneiden von Wasserquellen in bis zu 200 Meilen entfernten Bergen. Das war bereits nach seiner Zeit als Bürgermeister. Dabei kam es auch zu Interessenkonflikten mit den Bewohnern der betroffenen Gegenden und sogar der Bundesregierung. Letztlich wurde Eatons Wasserleitung erbaut und 1913 eingeweiht (Los Angeles Aqueduct).  Im Jahr 1928 geriet er in ernste finanzielle Schwierigkeiten, wobei er seine zwischenzeitlich erworbene Ranch an die Stadt Los Angeles verlor. Er starb am 11. März 1934.